# June Havoc
June Havoc (nacida Ellen Evangeline Hovick; 8 de noviembre de 1912 – 28 de marzo de 2010) fue una actriz, bailarina, directora de teatro y memorialista estadounidense nacida en Canadá.
Havoc fue una artista de vodevil infantil bajo la tutela de su madre Rose Thompson Hovick, nacida Rose Evangeline Thompson. June actuó posteriormente en Broadway y Hollywood, y fue directora de escena dentro y fuera de Broadway. Actuó por última vez en televisión en 1990 en un arco argumental de la telenovela General Hospital, y apareció por última vez en televisión como ella misma en entrevistas en el episodio "Vaudeville" de American Masters en 1997 y en el episodio "The Rodgers & Hart: Thou Swell, Thou Witty" de Great Performances en 1999. Su hermana mayor, Louise, se inclinó por el burlesque y se convirtió en la conocida intérprete de striptease Gypsy Rose Lee.

## Primeros años
Ellen Evangeline Hovick nació en Vancouver, Columbia Británica, Canadá. Durante muchos años se citó 1916 como su año de nacimiento. Havoc reconoció en sus últimos años que 1912 era probablemente el año correcto. Al parecer, no estaba segura del año. Su madre falsificó varios certificados de nacimiento de sus dos hijas para eludir las leyes sobre el trabajo infantil. Su carrera en el mundo del espectáculo comenzó cuando era una niña y la llamaban "Baby June."
Los miembros de su familia llamaban "Louise" a su hermana, la artista Gypsy Rose Lee (nacida como Rose Louise Hovick). Sus padres eran Rose Thompson Hovick, de ascendencia alemana, y John ("Jack") Olaf Hovick, hijo de inmigrantes noruegos, que trabajaba como agente publicitario y reportero para el periódico Seattle Times.

## Carrera

### Vodevil

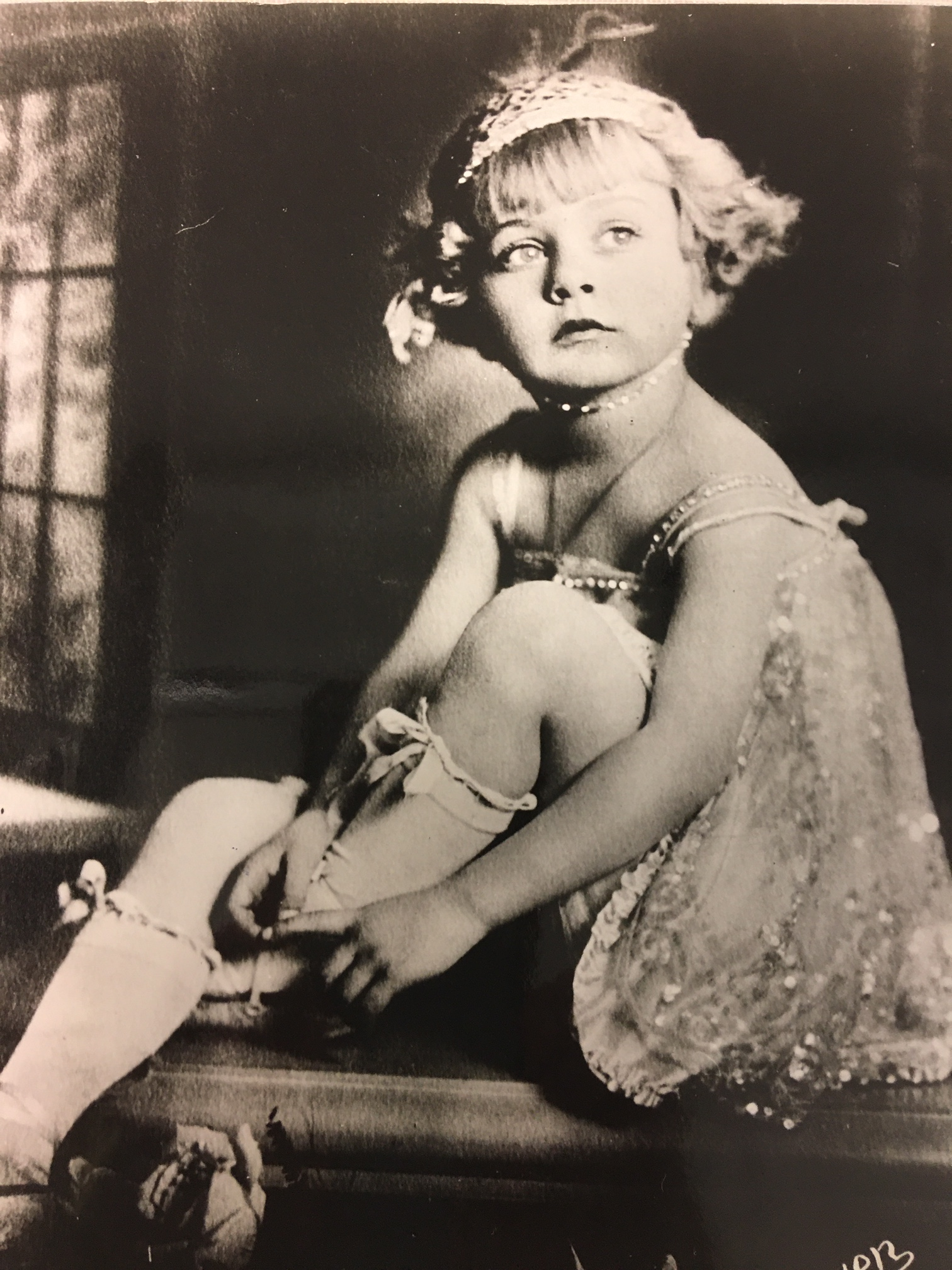
Baby June c. 1916–1917

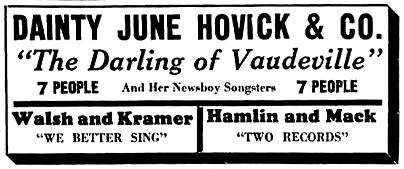
Anuncio del 13 de noviembre de 1927 en The Decatur Review A los 15 años, "Baby June" se había convertido en "Dainty June."

Tras el divorcio de sus padres, las dos hermanas se ganaron la vida actuando en el vodevil, donde el talento de June a menudo eclipsaba al de Louise. La pequeña June consiguió una audición con Alexander Pantages, que había llegado a Seattle, Washington en 1902 para construir teatros por toda la costa oeste de Estados Unidos. Pronto se lanzó al vodevil y también apareció en películas de Hollywood. No pudo hablar hasta los tres años, pero todas las películas eran mudas. Lloraba ante las cámaras cuando su madre le contaba que el perro de la familia había muerto.
En diciembre de 1928, Havoc, en un intento de escapar de su autoritaria madre, se fugó con Bobby Reed, un chico del vodevil. Semanas después, tras actuar en el Jayhawk Theatre de Topeka, Kansas, el 29 de diciembre de 1928, la madre de June, Rose, denunció a Reed a la policía de Topeka, y éste fue arrestado. Rose sacó una pistola oculta cuando se encontró con Bobby en la comisaría, con la intención de dispararle, pero el arma no se disparó porque el seguro estaba puesto. A continuación, agredió físicamente a su yerno y la policía tuvo que apartarla del desafortunado Reed. Posteriormente, June abandonó tanto a su familia como el acto. Aunque el matrimonio no duró mucho, los dos siguieron siendo amigos.

### Cine y teatro

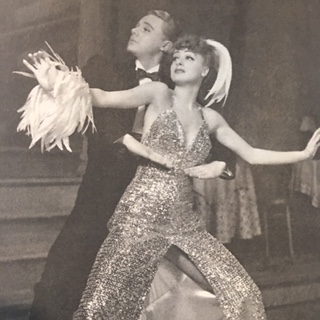
June Havoc con el corista Van Johnson en la producción original de 1940 Pal Joey

Adoptó el apellido Havoc, una variante de su nombre de nacimiento. En 1936, Havoc obtuvo su primer papel en Broadway en la opereta de Sigmund Romberg Forbidden Melody. En 1940, interpretó con gran éxito el papel de Gladys Bumps en el musical de Rodgers y Hart Pal Joey, con Gene Kelly en el papel principal y Van Johnson, que formaba parte del coro, junto con el futuro director de cine Stanley Donen. Gracias a su éxito, Havoc, Johnson y Kelly fueron atraídos por Hollywood. Havoc rodó su primera película en 1942 y empezó a alternar papeles cinematográficos con regresos a los escenarios de Broadway. De 1942 a 1944, Havoc apareció en 11 películas, entre ellas My Sister Eileen, con Rosalind Russell, y No Time for Love, con Claudette Colbert y Fred MacMurray. Regresó a Broadway en la temporada 1943–44, coprotagonizando junto a Bobby Clark el musical de Cole Porter Mexican Hayride, por el que recibió el Donaldson Award a la mejor interpretación de una actriz en un papel secundario en un musical.
En 1944, Ethel Merman fue contratada para protagonizar la obra musical Sadie Thompson, con partitura de Vernon Duke y Howard Dietz, dirigida y producida por Rouben Mamoulian. La obra musical se basaba en el cuento Rain de W. Somerset Maugham. La seriedad de la producción se alejaba de la serie de comedias musicales de éxito de Merman. Además, durante los ensayos, Merman tuvo dificultades para memorizar la letra, y reprochó a Dietz su uso de palabras sofisticadas y extranjeras. Pidió a su marido, Bob Levitt, director de promoción del periódico, que bajara el tono de algunas de las letras. Dietz se opuso a que Merman cantara las letras modificadas y le dio un ultimátum para que cantara las letras originales o abandonara el espectáculo. En respuesta, Merman se retiró de la producción. (Algunos han especulado desde entonces con que la marcha de Merman se debió probablemente a su reticencia a asumir un papel tan serio en su primer musical dramático.)

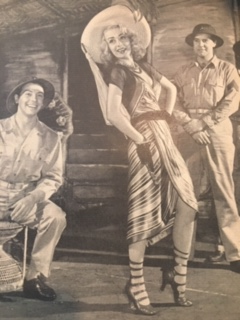
June Havoc en el papel principal en el musical de Broadway de 1943 Sadie Thompson

Havoc abandonó su papel protagonista en Mexican Hayride y asumió el papel escrito para Merman. La producción de Sadie Thompson tuvo un difícil estreno fuera de la ciudad, ya que se eliminaron canciones y se añadieron otras. De hecho, incluso después del estreno en Broadway, se siguieron eliminando números musicales y añadiendo otros. Sadie Thompson se estrenó en Broadway el 16 de noviembre de 1944, con críticas dispares. Havoc recibió críticas favorables casi uniformes. Se la calificó como el “activo más agradable” del espectáculo y se la alabó por la “consumada habilidad de su arte.” Su actuación se describió como “sorprendentemente eficaz” y “realmente conmovedora”, y se la consideró una “digna sucesora” de Jeanne Eagels, que había interpretado el papel por primera vez en Broadway en la obra Rain. La partitura y el libro recibieron críticas mixtas, y la partitura se calificó de “poco distinguida.” Sin embargo, un crítico comparó favorablemente el espectáculo con Oklahoma! que también había dirigido Mamoulian. No obstante, el espectáculo sólo duró 60 representaciones y cerró el 6 de enero de 1945. En 1945, Havoc apareció en la película Brewster's Millions y protagonizó The Ryan Girl en Broadway.
En Hollywood, Havoc interpretó a la segunda protagonista femenina de tres de las estrellas de cine musical más populares de los años cuarenta y principios de los cincuenta: Alice Faye en Hello, Frisco, Hello con John Payne (1943); Betty Grable en When My Baby Smiles at Me con Dan Dailey (1948); y Betty Hutton en Red, Hot, and Blue con Victor Mature (1949). También interpretó papeles protagonistas en varias películas de cine negro: Intrigue con George Raft (1947), Chicago Deadline con Alan Ladd (1949), The Story of Molly X con John Russell (1949) y Once A Thief con Cesar Romero (1950). El papel cinematográfico más recordado de Havoc fue probablemente el de secretaria judía, aunque ocultaba su identidad, en la película de Elia Kazan ganadora de un Oscar, Gentleman's Agreement.
A finales de la década de 1950, Havoc decidió que quería actuar en obras de teatro clásicas. En 1956, trabajó con la Phoenix Theatre Company, donde interpretó por primera vez a la reina Yocasta junto a John Kerr en The Infernal Machine, una nueva versión del mito de Edipo realizada por el dramaturgo Jean Cocteau. El crítico del New York Times Brooks Atkinson opinó que su interpretación aportaba “una gravedad y una fuerza que se convierten en la situación trágica.” A continuación, Havoc interpretó a Titania en A Midsummer Night's Dream en el American Shakespeare Festival Theater & Academy. Atkinson calificó a su Titania de “llamativamente encantadora” y consideró su interpretación, junto con las de Barbara Barrie e Inga Swenson, “una excelente revelación de Shakespeare.” A continuación volvió a la compañía Phoenix Theatre para la producción de The Beaux' Stratagem. Atkinson observó que Havoc interpretaba a la Mrs. Sullen “como una dama encantadora con un contagioso sentido del humor.”
Havoc y su hermana siguieron recibiendo peticiones de dinero y regalos de su madre hasta la muerte de ésta en 1954. Tras la muerte de su madre, las hermanas tuvieron entonces libertad para escribir sobre ella sin arriesgarse a ser demandadas. Las memorias de Lee, Gypsy, publicadas en 1957, inspiraron el musical de Broadway Gypsy: A Musical Fable, de Jule Styne, Stephen Sondheim y Arthur Laurents. A Havoc no le gustaba el modo en que ella o su madre aparecían retratadas en la obra, lo que se convirtió en una fuente de desacuerdos entre las hermanas, pero no hizo nada para obstaculizar la producción. Havoc y Lee estuvieron distanciadas durante muchos años, pero se reconciliaron poco antes de la muerte de Lee en 1970.
En 1960, el presidente Dwight D. Eisenhower autorizó la creación del President’s Special International Program, dependiente del Departamento de Estado de Estados Unidos y de su agente, el International Cultural Exchange Service de América. El Programa, junto con el American National Theatre and Academy, estableció el Theatre Guild American Repertory Theatre para representar un programa de obras en el extranjero. Havoc, así como Helen Hayes, Leif Erickson y otros, se comprometieron por seis meses a participar en la compañía de repertorio. Se seleccionaron tres obras para representarlas en repertorio: The Skin of Our Teeth, en la que Havoc interpretaba a Sabina y Hayes a Mrs. Antrobus; The Miracle Worker, en la que Havoc interpretaba a Mrs. Keller; y The Glass Menagerie, en la que Hayes interpretaba a la madre. Los dramaturgos, Thornton Wilder, William Gibson y Tennessee Williams, supervisaron personalmente las producciones de sus obras. En febrero y principios de marzo de 1960, la compañía de repertorio representó las obras en el National Theater de Washington, D. C. A finales de marzo, la compañía realizó una gira por Europa y Oriente Medio, representando las obras en las principales ciudades de España, Bélgica, Países Bajos, Grecia, Egipto, Israel, Turquía, Alemania, Dinamarca, Noruega, Suecia, Finlandia, Italia, Suiza y Francia. Más adelante, la compañía realizó una gira por Latinoamérica, representando las mismas obras, y fue la primera compañía de teatro de repertorio estadounidense en actuar en Latinoamérica.

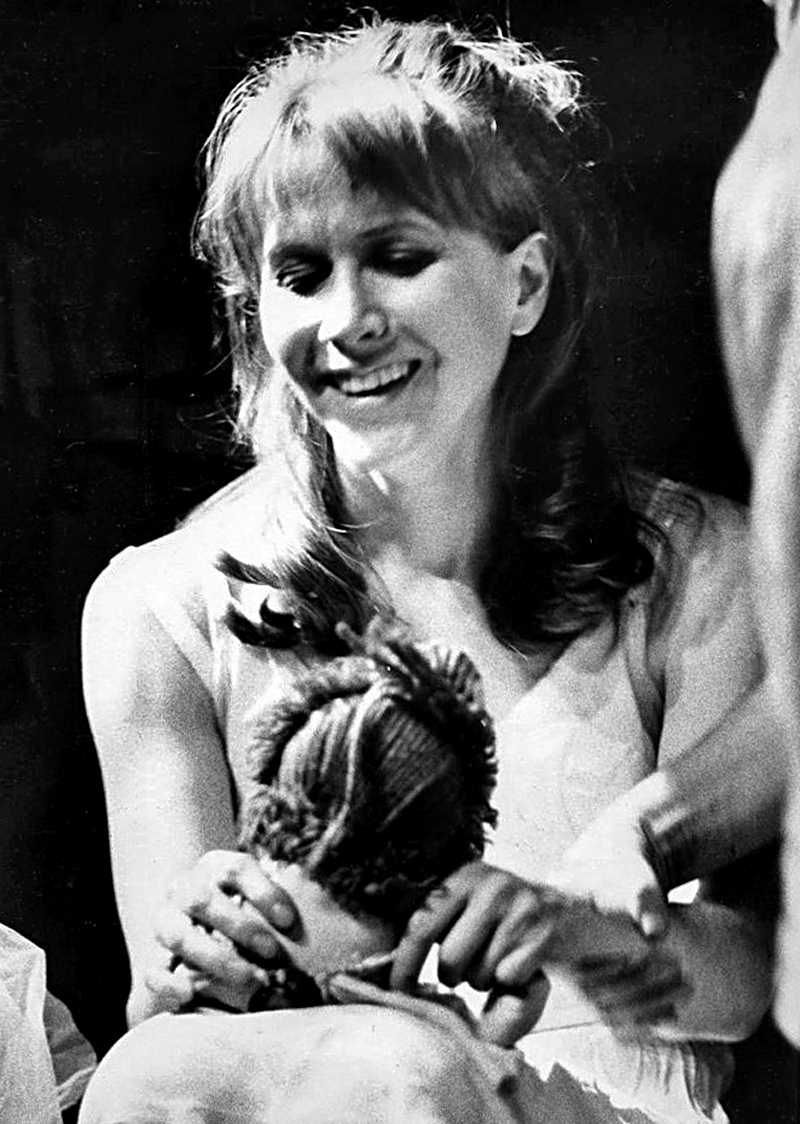
Julie Harris en la producción de Broadway de Marathon '33 (1963)

En 1959 se publicaron las primeras memorias de Havoc, Early Havoc. El crítico del The New York Times calificó el libro de "enérgico" y "entretenido." En las memorias, Havoc relataba su vida desde la infancia hasta 1933, cuando compitió por primera vez en un concurso de baile de maratón. Los capítulos alternaban entre una progresión cronológica y una descripción del agotador maratón de baile, detallando la desesperación y la degradación que experimentó y observó. En el momento de la publicación del libro, Havoc actuaba en Broadway en la obra The Warm Peninsula, coprotagonizada por Julie Harris y Farley Granger. Harris leyó las memorias y quedó tan impresionada por los capítulos del concurso de baile que instó a Havoc a escribir una obra de teatro basada en esa experiencia. Al principio, Havoc se mostró reticente, ya que nunca había escrito una obra de teatro. Sin embargo, Harris insistió y, cuando le dijo que encarnaría al personaje de Havoc en la obra, la convenció para que la escribiera. Una vez terminada, la obra Marathon '33 se representó en un taller del Actors Studio. David Merrick se hizo con la obra para Broadway y Gower Champion se encargó de dirigirla. Sin embargo, Havoc canceló la opción, explicando que Merrick quería convertir la obra en un musical. Champion respondió que Havoc había cancelado la opción porque Merrick quería que trabajara con otro escritor para revisar la obra, y ella se había negado.
Havoc planeó entonces presentar Marathon '33 en el salón de baile Riviera Terrace, un salón de baile real. Sin embargo, cuando se vendió el salón de baile, aceptó presentar su obra en Broadway. Como directora y coreógrafa, Havoc convirtió el escenario del teatro ANTA en un salón de baile. Marathon '33 fue un fracaso, se estrenó el 22 de diciembre de 1963, duró 48 representaciones y se clausuró el 1 de febrero de 1964. La obra contaba con 34 actores, varios de los cuales tenían carreras de gran éxito, como Doris Roberts, Joe Don Baker, Conrad Janis, Gabriel Dell y Ralph Waite. La obra obtuvo cuatro nominaciones a los Tony, entre ellas la de Havoc a la mejor dirección de una obra y la de Harris como mejor actriz de teatro.

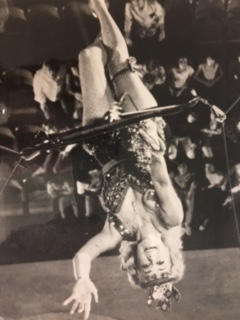
June Havoc como Sabina en The Skin of Our Teeth en el The Repertory Theatre, Nueva Orleans en 1970

Havoc escribió tres obras más, I, Said The Fly, The Great State of Hysteria y The Great Elinor Glyn Emancipation Gun Powder Love Regatta; el libro y la letra de un musical, Oh Glorious Tintinnabulation; así como un espectáculo en solitario y unas segundas memorias, tituladas More Havoc. En su reseña de More Havoc, el crítico de The New York Times calificó a Havoc de «escritora de consecuencia" y describió el libro como "un recuerdo vívido, mordaz y dolorosamente real de su propio paseo por el lado salvaje de los años de la Depresión y hasta su triunfo en Pal Joey y el estrellato de Hollywood."
En 1966, Havoc apareció como Millicent Jordan en una reposición estelar de Dinner at Eight en Broadway, dirigida por Sir Tyrone Guthrie y con Walter Pidgeon, Arlene Francis, Darren McGavin y Pamela Tiffin. El crítico del The New York Times Walter Kerr alabó la interpretación de Havoc como anfitriona de la cena, señalando que se estaba convirtiendo en la Vivien Leigh de este país. Kerr observó: “Hace que la perspectiva de pasar todo el día al teléfono reuniendo la lista de invitados parezca el trabajo de una paloma satisfecha". Es decir, arrulla alegremente, incluso con un lápiz en la boca, mientras se dedica a engatusar a todas las personas que no saben decir “no,” y acaricia su elegante teléfono francés blanco con la exquisita delicadeza de una dama victoriana haciendo labores de aguja.”
Durante la presidencia de Lyndon B. Johnson, la National Endowment for the Arts y el U.S. Department of Education financiaron en 1966 la creación de programas de teatro profesional en tres ciudades: Los Ángeles, Nueva Orleans y Providence, Rhode Island. En Nueva Orleans, la compañía de teatro profesional recibió el nombre de The Repertory Theatre, Nueva Orleans (“the Repertory Theatre”). En el programa participaban 48.000 estudiantes de secundaria, que veían cuatro obras al año después de leerlas en clase. Las producciones incluían actores invitados, como Havoc, que interpretó a Mrs. Malaprop en The Rivals, y también daban conferencias en las escuelas.[cita requerida]
Tras la llegada al poder del presidente Richard M. Nixon en enero de 1969, se puso fin a la financiación federal. El Repertory Theatre intentó ser autosuficiente y contrató a Havoc como directora artística. Creó un teatro en una sinagoga vacía de 100 años de antigüedad y construyó un escenario con el público sentado a tres lados. También creó un programa de aprendices para adolescentes, una escuela de interpretación y un espacio para un grupo de teatro afroamericano. Havoc consiguió atraer a actores conocidos para que participaran en las producciones, como Julie Harris y Jessica Walter en The Women. Después de la temporada de 1970, Havoc dimitió debido a limitaciones presupuestarias. Su producción de despedida en noviembre de 1970 fue The Skin of Our Teeth, en la que Havoc interpretaba a Sabina y, a los 58 años, actuaba en un trapecio a 60 pies (18,3 m) por encima del público.[cita requerida]
En otoño de 1982, Havoc se convirtió en la octava y última actriz en interpretar el papel de la villana "Miss Hannigan" en la larga producción original de Broadway del musical Annie. Continuó en el papel hasta el cierre de la obra, tras más de cuatro años, el 2 de enero de 1983. En 1995, hizo su última aparición en un escenario neoyorquino, a los 82 años, como protagonista de The Old Lady’s Guide to Survivalg, en el Lamb's Theatre de Off-Broadway. Su actuación fue citada como una de las cinco mejores de la temporada por una actriz en un papel principal por los editores de The Best Plays of 1994–1995. A los 88 años, Havoc protagonizó con Dick Cavett la obra en un acto Lifeboat Drill, de Tennessee Williams, como parte del cuarto maratón de Tennessee Williams celebrado el 26 de enero de 2002 en la Hartford Stage Company.

### Televisión y radio
Havoc actuó intermitentemente en la radio en los años cuarenta y principios de los cincuenta. Sus actuaciones abarcaron desde obras completas, como Golden Boy en el prestigioso Theater Guild on the Air y Skylark en NBC Best Plays, hasta el más popular programa de misterio Suspense. Bajo el seudónimo de Armana Fargey, también apareció en episodios de The Adventures of Sam Spade y Suspense.

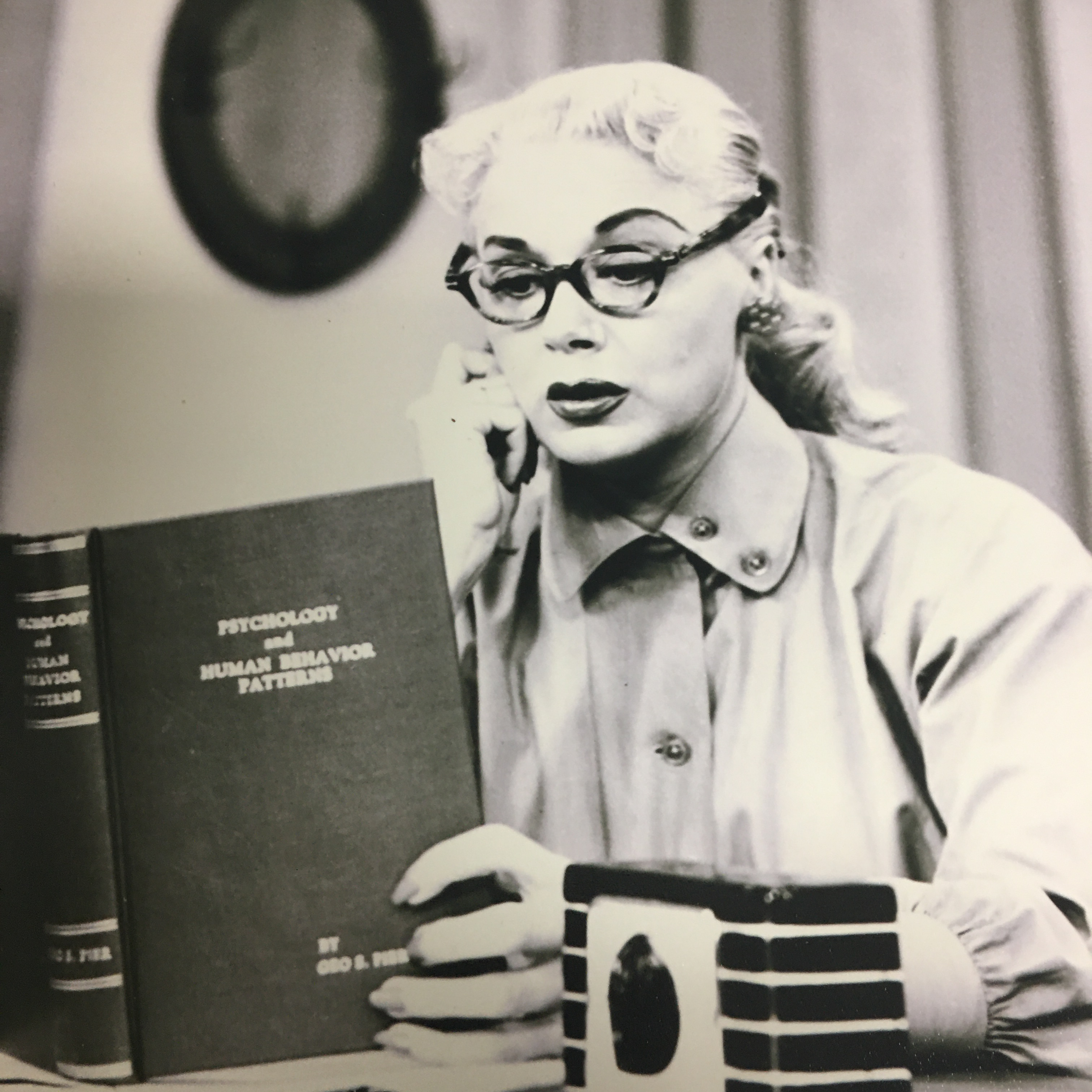
June Havoc en Willy en 1954

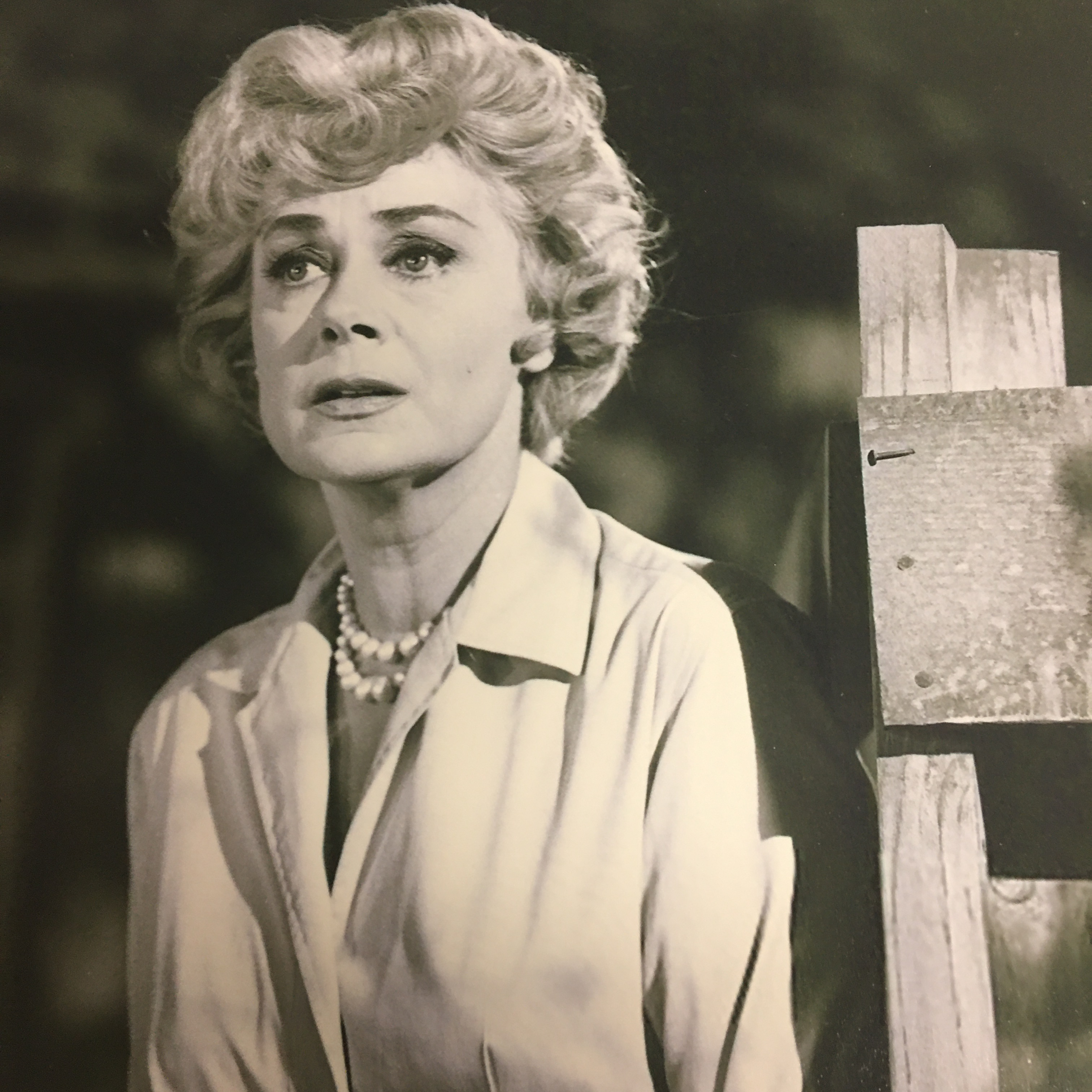
June Havoc en un episodio de The Outer Limits en 1964

En la década de 1950, Havoc actuó con frecuencia en series de televisión antológicas, tanto filmadas, como General Electric Theater, como en directo, como Celanese Theatre, ganadora de un premio Peabody, Robert Montgomery Presents, ganadora de un premio Emmy, y Omnibus. Protagonizó una serie semanal de media hora, Willy, durante la temporada televisiva 1954–1955. En algunos aspectos, la serie se adelantó a su tiempo, ya que el personaje de Havoc, Willa “Willy” Dodger, era una abogada soltera con su propio bufete en una pequeña ciudad de Nueva Inglaterra. Lucille Ball la había animado a protagonizar una serie semanal, y el programa era una producción de Desilu. Al igual que I Love Lucy, Willy se rodaba ante un público en directo. Su esposo, William Spier, era el productor. Willy se emitía en la CBS los sábados a las 22:30, frente a la popular serie de la NBC Your Hit Parade. A mediados de la temporada, se intentó aumentar la audiencia haciendo que el personaje de Havoc se trasladara a Nueva York para representar a clientes del mundo del espectáculo; sin embargo, el programa sólo duró una temporada.
Desde los años sesenta hasta 1990, Havoc apareció ocasionalmente en series de televisión de éxito como The Untouchables; Murder, She Wrote; McMillan & Wife; The Paper Chase; y The Outer Limits, así como en un episodio de la popular telenovela General Hospital.

## Vida personal

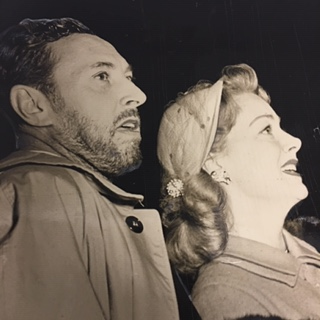
June Havoc y su esposo William Spier asistiendo a las carreras en 1951

Havoc se casó tres veces. Su primer matrimonio, a la edad de 16 años, fue en diciembre de 1928 con Bobby Reed, un chico de su número de vodevil. Su segundo matrimonio fue en 1936 con Donald S. Gibbs; se divorciaron en diciembre de 1942. Su tercer matrimonio, con el director y productor de radio y televisión William Spier, duró desde el 25 de enero de 1948 hasta su muerte en 1973. La hermana de Havoc, Gypsy Rose Lee, murió de cáncer de pulmón en 1970, a la edad de 59 años, y está enterrada en el cementerio Inglewood Park de Inglewood, California. La única hija de June fue April Rose Hyde, nacida el 2 de abril de 1932. Una licencia de matrimonio, fechada el 30 de noviembre de 1928, de Ellen Hovick y Weldon Hyde parece indicar que el verdadero nombre de Bobby Reed era Weldon Hyde. Sin embargo, en sus segundas memorias More Havoc admitió que el padre de su hija era Jamie Smythe, un promotor de maratones de baile, sugerencia que parece creíble, ya que se había separado de su primer marido antes de presentarse a su primer concurso de maratones de baile en 1933. April se convirtió en actriz con el nombre de April Kent en la década de 1950 y apareció en películas como The Incredible Shrinking Man y Tammy and the Bachelor. April falleció antes que su madre, en el suburbio parisino de Montreuil, Sena-Saint-Denis, el 28 de diciembre de 1998, a la edad de 66 años.
En 1947, Havoc fue miembro del Comité de la Primera Enmienda (“el FAC”), fundado por Philip Dunne, Myrna Loy, John Huston y William Wyler, para apoyar la libertad de expresión en la industria cinematográfica durante las audiencias del Comité de Actividades Antiestadounidenses de la Cámara de Representantes (HUAC) . El HUAC estaba llevando a cabo una investigación sobre la infiltración comunista en la industria cinematográfica, impulsada en parte por las películas Crossfire y Gentleman's Agreement, en las que el antisemitismo era uno de los puntos centrales. Havoc había interpretado el papel secundario de una secretaria judía que también expresa sentimientos antisemitas en esta última película. El 26 de octubre, Havoc se embarcó en un avión fletado con otros 22 miembros de la FAC, entre los que se encontraban Humphrey Bogart, Lauren Bacall y Danny Kaye, con destino a Washington D. C., para protestar y asistir a la segunda semana de audiencias. La FAC también patrocinó dos emisiones de radio en cadena, Hollywood Fights Back, el 26 de octubre y el 2 de noviembre de 1947, en las que Havoc y otros 44 miembros expresaron su oposición a las audiencias del HUAC y a la existencia del propio comité.
Los miembros del FAC, incluido Havoc, fueron a pie al Capitolio y asistieron a la audiencia del 27 de octubre. Los miembros fueron escoltados por asientos vacíos hasta la parte trasera de la sala de audiencias, donde el representante J. Parnell Thomas, presidente del HUAC, les había reservado asientos. Asistieron a un estridente enfrentamiento entre Thomas y el testigo citado, el guionista John Howard Lawson. Lawson se negó a responder si había sido miembro del Partido Comunista y fue acusado de desacato; entonces se presentaron pruebas, incluido el carné de miembro del Partido Comunista de Lawson. Aunque los miembros del FAC habían planeado asistir sólo un día a las audiencias, se quedaron un segundo día antes de regresar a Los Ángeles. El 30 de octubre, Thomas puso fin abruptamente a las audiencias sin llamar a varios testigos citados para alivio de la industria cinematográfica, pero amenazó con volver a convocarlas. Además, el comité había acusado de desacato a diez guionistas y directores y había presentado como prueba sus carnés de afiliación al Partido Comunista. Además, el viaje de los miembros del FAC al Congreso resultó ser un fiasco de relaciones públicas. El público en general percibió que los miembros del FAC apoyaban a los miembros probados del Partido Comunista, y no su libertad de expresión. Como consecuencia, la recaudación en taquilla de las películas cayó un 20%, e incluso estrellas consagradas como Bogart se vieron obligadas a pedir disculpas públicamente. Se desconoce si la carrera cinematográfica de Havoc se vio afectada. Sin embargo, el hecho de que tuviera papeles destacados en tres películas en 1948 y tres en 1949 sugiere lo contrario. Una de sus películas de 1948 fue The Iron Curtain, una película anticomunista producida por Daryl F. Zanuck en respuesta a las afirmaciones de Thomas de que Hollywood no producía ese tipo de películas.
En 1967, Havoc fundó Youthbridge, un programa que ofrecía formación teatral a adolescentes, principalmente afroamericanos, en la YWCA de Bridgeport, Connecticut. Fue directora ejecutiva y artística del programa Youthbridge y participó en actos de recaudación de fondos.
A mediados de la década de 1970, Havoc compró por 230.000 dólares un depósito de trenes abandonado y varios edificios anteriores a la Guerra Civil en ocho acres de terreno llamado Cannon Crossing, en el Cannondale Historic District en Wilton, Connecticut. Restaurando, reconstruyendo y readaptando varios edificios pequeños de otros lugares, trabajó de forma práctica y completó con éxito este vasto proyecto de restauración, que hoy sigue siendo un destino popular. Alberga tiendas de artesanía, galerías, boutiques, una cafetería y un restaurante. Havoc vendió el enclave en 1989. Residente durante mucho tiempo en el condado de Fairfield (Weston, Wilton y, por último, North Stamford), Connecticut, Havoc era una ferviente devota del cuidado y el bienestar de los animales. A lo largo de décadas, sus hogares fueron un santuario cariñoso y acogedor para muchos gansos, burros, gatos y perros huérfanos. Havoc reservó la mitad de la superficie de Cannon Crossing para animales rescatados, y todos los años se celebraban ceremonias de Bendición de los Animales justo antes de Navidad en Cannon Crossing.
Havoc apoyó al demócrata Adlai Stevenson en las elecciones presidenciales de 1952.

## Muerte
Havoc murió en su casa de Stamford, Connecticut, el 28 de marzo de 2010, por causas naturales no especificadas. Se cree que tenía 97 años en el momento de su muerte.

## Honores

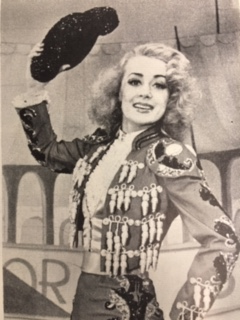
June Havoc en Mexican Hayride en 1943.

Havoc recibió el Donaldson Award a la mejor actriz de reparto en una comedia musical (Mexican Hayride) en la temporada de Broadway 1943–1944.
En 1960, Havoc fue honrada con dos estrellas en el Paseo de la Fama de Hollywood—una en el 6618 Hollywood Boulevard por su contribución a la industria cinematográfica, y la otra en el 6413 Hollywood Boulevard por la televisión.
En 1964, Havoc fue nominada al premio Tony a la mejor dirección de una obra de teatro por Marathon '33, escrita por ella.
En 1971, Havoc recibió un Humanitarian Award de la Bridgeport University, Bridgeport, Connecticut.
Por su interpretación en Habeas Corpus, Havoc fue nominada para el Drama Desk Award a la mejor actriz secundaria de teatro de la temporada 1975–76 de Broadway.
En 2000, Havoc ingresó en el American Theatre Hall of Fame.

## Legado
El June Havoc Theatre, ubicado en el Abingdon Theatre de Nueva York, lleva su nombre desde 2003.
Havoc fue la primera mujer estadounidense nominada a un premio Tony por la dirección de una obra de teatro.
En su autobiografía Original Story, Arthur Laurents cuenta que June Havoc se negó a firmar un descargo de responsabilidad por cualquier reclamación relacionada con el contenido del musical Gypsy. Havoc exigió que en su guion figurara que ella tenía 13 años cuando abandonó el número de vodevil y se fugó con uno de los bailarines. Laurents explica que se opuso a la exigencia de Havoc porque el público perdería toda simpatía por el personaje de su madre Rose. Indica que, mientras el musical estaba en pruebas fuera de la ciudad, alteró el guion, cambiando el nombre del personaje de Havoc de Dainty June a Dainty Claire. Afirma que, como resultado, Havoc firmó la liberación y el nombre de su personaje volvió a ser Dainty June.
En su espectáculo en solitario Elaine Stritch at Liberty, Elaine Stritch recuerda que tras el cierre de la obra Time of the Barracudas en la costa oeste, regresó a Nueva York y consiguió un papel protagonista en la obra Oh Glorious Tintinnabulation. La obra, escrita y dirigida por June Havoc, se representaría en el Lincoln Center Theater. Según Stritch, durante el ensayo general, Havoc le dijo que "no estaba funcionando". Stritch añadió que se fue a casa y que Havoc asumió el papel que ella había estado interpretando. Señaló que este incidente dio lugar a un artículo de Lee Israel, en el que Stritch criticaba a los directores, publicado en The New York Times, que propició su casting para el musical Company.
Los papeles de Havoc se conservan en el Howard Gotlieb Archival Research Center de la Universidad de Boston, y se puede consultar en línea un inventario de 28 páginas.

## Trabajo teatral seleccionado
(Todos los espectáculos en Broadway salvo que se indique lo contrario.)

### Actuación
| - The Merry Widow (1936) Malita – St Louis Municipal Theatre - Bittersweet (1936) Dolly Chamberlain – St Louis Municipal Theatre - Forbidden Melody (1936) - The Three Waltzes (1938) Lilli – Jones Beach Stadium - Words and Music (1940–41) The National Theatre national tour - Pal Joey (1941) Gladys Bumps with Gene Kelly - Mexican Hayride (1944) Montana - Sadie Thompson (1944) Sadie Thompson - The Ryan Girl (1945) Venetia Ryan - Dream Girl (1946) - Dunnigan's Daughter (1946) Ferne Rainier – John Golden Theatre - Affairs of State (1951) Irene Elliott (reemplazo de Celeste Holm) - Devil On Two Sticks (1955) Salt Creek Summer Theatre, Hinsdale, IL - One Foot in the Door (1957) Schubert Theatre Boston try-out - The Infernal Machine (1958) – Queen Jocasta – Phoenix Theatre - A Midsummer Night's Dream (1958) Titania – American Shakespeare Festival Theater & Academy - The Beaux' Stratagem (1959) Mrs. Sullen – Phoenix Theatre - The Warm Peninsula (1959) Joanne de Lynn – Helen Hayes Theatre - The Skin of Our Teeth (1960) Sabina – National Theatre The Theatre Guild American Repertory Company - The Miracle Worker (1960) Kate Keller – National Theatre The Theatre Guild American Repertory Company - Dinner at Eight (1966) Millicent Jordan with Walter Pidgeon - A Delicate Balance (1967) Claire – Philadelphia - The Rivals (1968) Mrs. Malaprop – The Repertory Theatre, New Orleans | - Don Juan in Hell (1968) – Philadelphia - The Killing of Sister George (1968) June Buckridge (Sister George) – Philadelphia - Black Comedy/White Lies (1968) – Mineola Theatre - The Threepenny Opera (1970) Jenny Diver – The Repertory Theatre, New Orleans - The Skin Of Our Teeth (1970) Sabina – Repertory Theatre, New Orleans - The Gingerbread Lady (1972) Evy Meara – Pheasant Run Playhouse - I, Said the Fly (1973) – Big Gurn – Guthrie Theater, Minneapolis - Habeas Corpus (1975) Mrs. Swabb - Come And Be Killed (1978) – Berkshire Playhouse - Jitters (1981) (pre-Broadway try-out) - Sweeney Todd: The Demon Barber of Fleet Street (1981–82) Mrs. Nellie Lovett – National Tour - Annie (1982–83) Miss Agatha Hannigan - An Unexpected Evening with June Havoc (or Baby June Remembers) (1983) one woman show – White Barn Theater, Westport, Connecticut - An Unexpected Evening with June Havoc (or Baby June Remembers) (1985) one woman show – Donmar Theatre (now Donmar Warehouse), London - Happy Birthday, Mr. Abbott, or Night of 100 Years (22 de junio de 1987) (Concierto benéfico de Broadway para celebrar el centenario deGeorge Abbott) - Eleemosynary (1991) Dorothea con Elizabeth Ashley dirigida por Burt Reynolds Flat Rock Theater North Carolina - The Old Lady's Guide to Survival (1994) – Ivanhoe Theatre, Chicago - The Old Lady's Guide to Survival (1995) – Lamb's Theatre |

### Dirección
| - The Naked Genius con Gypsy Rose Lee (1954) New Parsons Theatre, Hartford, CT - Marathon '33 (1963) - Royal Flush (1965) (pre-Broadway tryout) - A Delicate Balance (1967) Westport Country Playhouse - A Delicate Balance (1967) Mineola Theatre & Tappan Zee Playhouse - Black Comedy / White Lies (1968) Mineola Theatre - I, Said The Fly (1973) Guthrie Theater, Minneapolis - Oh Glorious Tintinnabulation (1974) The Actors Studio | Directora artística de The Repertory Theatre, New Orleans (1970) - The Threepenny Opera (1970) The Repertory Theatre, New Orleans - Luv (1970) The Repertory Theatre, New Orleans - The Fantasticks (1970) The Repertory Theatre, New Orleans - The Women (1970), con Julie Harris y Jessica Walter, The Repertory Theatre, New Orleans - A Streetcar Named Desire (1970), with Ben Piazza, The Repertory Theatre, New Orleans - The Skin Of Our Teeth (1970) The Repertory Theatre, New Orleans |

## Filmografía seleccionada

### Largometrajes

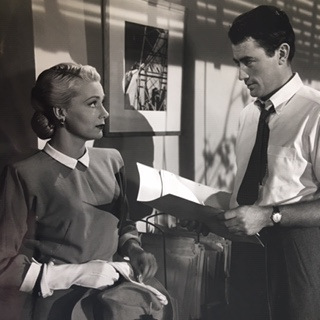
June Havoc y Gregory Peck en Gentleman's Agreement en 1947

| - Four Jacks and a Jill (1942) – Opal - Sing Your Worries Away (1942) – Roxey Rochelle - Powder Town (1942) – Dolly Smythe - My Sister Eileen (1942) – Effie Shelton - No Time for Love (1943) – Darlene - Hello, Frisco, Hello (1943) – Beulah Clancy - Hi Diddle Diddle (1943) – Leslie Quayle - Timber Queen (1944) – Lil Boggs | - Casanova in Burlesque (1944) – Lillian Colman - Brewster's Millions (1945) – Trixie Summers - Intrigue (1947) – Mme. Tamara Baranoff - Gentleman's Agreement (1947) – Elaine Wales - The Iron Curtain (1948) – Nina Karanova - When My Baby Smiles at Me (1948) – Gussie Evans - Red, Hot and Blue (1949) – Sandra - Chicago Deadline (1949) – Leona Purdy - The Story of Molly X (1949) – Molly X - Mother Didn't Tell Me (1950) – Maggie Roberts - Once a Thief (1950) – Margie Foster - Follow the Sun (1951) – Norma - Lady Possessed (1952) – Jean Wilson - Three for Jamie Dawn (1956) – Lorrie Delacourt - The Private Files of J. Edgar Hoover (1977) – madre de Hoover - Can't Stop the Music (1980) – Helen Morell - A Return to Salem's Lot (1987) – tía Clara - Broadway: The Golden Age, by the Legends Who Were There (2003) – Ella misma |

### Cortometrajes
- On the Jump (1918) – Niña
- Hey There! (1918) – Niña
- Hedda Hopper's Hollywood No. 6 (1942) – Ella misima

## Trabajos en televisión seleccionados
| - The Milton Berle Show (1949) ella misma - Robert Montgomery Presents ("The Egg And I" 1950) – Betty MacDonald - Cameo Theatre ("Special Delivery" 1951) - Somerset Maugham TV Theatre ("Cakes And Ale" 1951) - The Fred Waring Show (9 de septiembre de 1951) - ella misma - Celanese Theatre ("Anna Christie" 23 de junio de 1952) – Anna Christie with Richard Burton - Pulitzer Prize Playhouse ("Daisy Mayme" 1952) – Daisy Mayme Plunkett - Robert Montgomery Presents ("The Fairifield Lady" 1952) - Omnibus (U.S. TV series) ("Three Maidens and the Devil / Happy Birthday, Aunt Sarah" 1953) - Omnibus (U.S. TV series) ("The Man in the Cool Cool Moon /The Bear" 1953) – Mme. Papova - What's My Line? 18 de enero de 1953 (as Mystery Guest) - Medallion Theatre ("Mrs. Union Station" 1953) - General Electric Theater ("Exit For Margo" 1954) – Margo - Fireside Theatre ("A Mother's Duty" 1954) - Willy (1954–1955) – Willa 'Willy' Dodger - The Name's the Same 26 de abril de 2018 (replay) (as Guest) - Robert Montgomery Presents ("The Tyrant" 1956) – Crystal Davis - Matinee Theatre (1956) – Robin Daw - Lux Video Theatre ("Millie's Daughter" (1956) – Millie - Studio One in Hollywood ("The Mother Bit" 1957) – Kitty Sharpe | - The Errol Flynn Theatre ("Take The High Road" 1957) – Lorraine Gray - Panic! (The Moth and the Flame" 1957) – June Sullivan - The Errol Flynn Theatre ("My Infallible Uncle" 1957) - Kraft Theatre ("Candid Profile, Inc." 1957) – Mary Carpenter - Producer's Showcase ("Mr. Broadway" 1957) – Trixie Fraganza - Person to Person (1957) – ella misma - The Last Word (CBS weekly show 16 de agosto de 1959) – herself - The U.S. Steel Hour ("The Pink Burro" 1959) - The Untouchables ("The Larry Fay Story" 1960) – Sally Kansas - General Hospital (1963) - The June Havoc Show (1964) (cancelled after a few weeks) - The Outer Limits ("Cry of Silence" 1964) – Margaret Thorne con Eddie Albert y Arthur Hunnicutt - Burke's Law ("Who Killed Everybody?" 1964) – Miranda Forsythe - The Magical World of Disney ("The Boy Who Stole the Elephant" 1970) – Molly Jeffreys - McMillan and Wife ("The Easy Sunday Murder Case", 1971) – Francesca Fairborn - Connecticut Profiles (23 de octubre de 1978) - herself - The Paper Chase ("The Clay Footed Idol" 1979) – Mrs. Margaret Peters - Search for Tomorrow (cast member in 1986) – Zophie - Murder She Wrote ("The Days Dwindle Down" 1987) – Thelma Vantay - Murder, She Wrote ("The Grand Old Lady", 1989) – Lady Abigail Austin - General Hospital (1990) – Madeline Markham - American Masters ("Vaudeville" 1997) – ella misma - Great Performances ("The Rodgers & Hart Story: Thou Swell, Thou Witty" 1999) – ella misma |

## Trabajos en radio seleccionados
| - Theatre Guild on the Air ("Golden Boy" 1946) – Lorna - Theatre Guild on the Air ("They Knew What They Wanted" 19 de mayo de 1946) – Amy with John Garfield - Suspense ("Stand-In" 12 de junio de 1947) - Suspense ("Double Ugly" 28 de agosto de 1947) - Hollywood Fights Back (26 de octubre de 1947) ella misma - Suspense ("Subway" 30 de octubre de 1947) - Hollywood Fights Back (2 de noviembre de 1947) ella misma | - Suspense ("Riabouchinska" 13 de noviembre de 1947) narradora bajo el seudónimo de Armana Fargey - Suspense ("One Hundred in the Dark" 20 de noviembre de 1947) - Suspense ("Wet Saturday" 19 de diciembre de 1947) - Suspense ("Black Angel" / "Eve" 24 de enero de 1948) - Suspense ("Blind Date" 29 de septiembre de 1949) - Cavalcade of America ("The Reluctant Pioneer" 5 de abril de 1951) - NBC Best Plays ("Skylark" 1952) |

## Grabaciones
| - Mexican Hayride ("Abracadabra" b/w "There Must Be Someone for Me") Decca 71955 / 23338A (78 rpm record 1944) - Mexican Hayride (original Broadway cast album) Decca album no. A 372 (four 78 rpm records 1944) - Co-Star: Record Acting Game Columbia Records CS-105 (33 rpm lp record) - Hello, Frisco, Hello (motion picture soundtrack) Sandy Hook Records S.H.2070 (33 rpm lp record 1983) | - Mexican Hayride Decca Broadway B003125-02-STO1 (original cast album cd) - Cole Porter's Can-Can / Mexican Hayride / The Pirate Naxos Musicals 8.120845 (original cast selections cd 2007) - Alice Faye & Co-Stars: The 20th Century Fox Years, vol.2, 1940-1944 Sepia Recordings 5055122113775 (film soundtrack recordings, including songs by June Havoc in Hello, Frisco, Hello cd 2023) |

## Obras literarias

### Obras
| - Marathon '33 (1963) - I, Said The Fly (1973) | - Oh Glorious Tintinnabulation (1974) book and lyrics by June Havoc and music by Cathy MacDonald - An Unexpected Evening with June Havoc (or Baby June Remembers) (1983) one woman show |

### Libros
| - Early Havoc (Simon and Schuster 1959) - More Havoc (Harper & Row Publishers 1980) | - Suspense: Twenty Years of Thrills and Chills by Martin Grams with foreword by June Havoc (Morris Publishing 1997) |